# Arberg
Arberg település Németországban, azon belül Bajorországban. Lakosainak száma 2212 fő (2023. december 31.). Arberg Muhr am See és Gunzenhausen községekkel határos.

## Népesség
A település népessége az elmúlt években az alábbi módon változott:
| Lakosok száma | 741  | 976  | 1396 | 2007 | 2288 | 2252 | 2264 | 2269 | 2195 | 2212 |
|               | 1875 | 1950 | 1975 | 1987 | 2012 | 2014 | 2016 | 2017 | 2021 | 2023 |